# 허난 대기근
허난 대기근(河南大饑荒)은 1942년~1943년 허난성에서 발생한 기근으로 주로 허난성 중부와 동부에 집중됐다. 허난 대기근은 중일 전쟁과 관련한 상황 속에서 발생했는데 가뭄, 메뚜기 같은 자연 요인과 황하 제방 붕괴 사건 같은 인적 요인이 결합해서 발생했다. 사망자 수치는 대개 70만 명으로 간주된다.

## 같이 보기
- 1944년-1945년 네덜란드 기근
- 홀로도모르
- 그리스 대기근
- 1944년-1945년 베트남 기근
- 1943년 벵골 기근